# Bezdanolesie
Bezdanolesie (lit. Bezdonamiškiai) – wieś na Litwie, w okręgu wileńskim, w rejonie wileńskim, w gminie Bezdany, przy linii kolejowej Nowa Wilejka – Turmont.

## Historia
W dwudziestoleciu międzywojennym leżało w Polsce, w województwie wileńskim, w powiecie wileńsko-trockim, w gminie Niemenczyn.
Po II wojnie światowej w granicach Związku Sowieckiego. Od 1991 na niepodległej Litwie.